# Galion (Ohio)
Pour les articles homonymes, voir Galion.
Galion est une ville américaine située dans les comtés de Crawford, de Morrow et de Richland, dans l'Ohio. Selon le recensement de 2020, sa population est de 10 453 habitants.